# Atletica leggera ai II Giochi europei - Salto in lungo
Il salto in lungo è stato una delle nove discipline presenti nel programma dell'atletica leggera ai II Giochi europei tenutisi a Minsk nel 2019, esclusivamente per le atlete donne.

## Medagliati
Le medaglie sono state assegnate alle atlete che hanno ottenuto le tre migliori prestazioni durante la fase di qualificazione svoltasi domenica 23 giugno.
| Pos.    | Atleta                      | Nazionalità | Tempo  |
| ------- | --------------------------- | ----------- | ------ |
| Oro     | Elena Sokolova              | Russia      | 6,76 m |
| Argento | Anastasija Mirončyk-Ivanova | Bielorussia | 6,71 m |
| Bronzo  | Maryna Bech-Romančuk        | Ucraina     | 6,58 m |

## Risultati
In ogni fase, compresa la finale, le atlete partecipanti gareggiano in quattro match, ciascuno dei quali vede in gara sei atlete. In ogni match le atlete sono divise in due gruppi, selezionati a sorteggio, composti da tre atlete (A e B) e ciascuna si scontra con le altre due in un salto, in un sistema a gironi, per un totale di tre turni di salti (atleta 1 vs atleta 2; atleta 2 vs atleta 3; atleta 3 vs atleta 1) e per ogni turno vengono assegnati 3 punti all'atleta che ottiene la prestazione migliore e 0 all'avversaria; in caso di parità vienen assegnato 1 punto a entrambe (in caso di ulteriore parità si guarda il salto migliore). Al termine dei tre turni di entrambi i gruppi, le due atlete che hanno ottenuto il numero più alto di punti (6) si sfidano tra loro in un testa a testa finale per il primo e il secondo, così come le due atlete che hanno ottenuto 3 punti (terzo e quarto posto) e quelle che ne hanno ottenuti 0 (quinto e sesto posto). Alla prima classificata vengono assegnati 12 punti, 8 alla seconda e così via fino alla sesta che ottiene 2 punti.

### Qualificazioni
Alle tre atlete che hanno ottenuto le migliori prestazioni nel turno di qualificazione sono state assegnate le tre medaglie d'oro, argento e bronzo.

Le quattro batterie di qualificazione si sono svolte domenica 23 giugno.

#### Match 1
Il primo match si è svolto a partire dalle ore 12:09.
| Fase a gironi                 | Fase a gironi                 | Fase a gironi      | Fase a gironi | Fase a gironi | Fase a gironi |
| Turno                         | Gruppo                        | Nome               | Nazionalità   | Misura        | Punti         |
| ----------------------------- | ----------------------------- | ------------------ | ------------- | ------------- | ------------- |
| 1                             | A                             | Anasztázia Nguyen  | Ungheria      | 5,96 m        | 0             |
| 1                             | A                             | Jana Veldakova     | Slovacchia    | 6,00 m        | 3             |
| 1                             | B                             | Nektaria Panagi    | Cipro         | 6,04 m        | 3             |
| 1                             | B                             | Efthymia Kolokytha | Grecia        | 5,82 m        | 0             |
| 2                             | A                             | Jana Veldakova     | Slovacchia    | 5,89 m        | 3             |
| 2                             | A                             | Melanie Bauschke   | Germania      | 5,78 m        | 0             |
| 2                             | B                             | Efthymia Kolokytha | Grecia        | 5,77 m        | 3             |
| 2                             | B                             | Valerie Reggel     | Svizzera      | 5,50 m        | 0             |
| 3                             | A                             | Melanie Bauschke   | Germania      | 5,67 m        | 0             |
| 3                             | A                             | Anasztázia Nguyen  | Ungheria      | 6,03 m        | 3             |
| 3                             | B                             | Valerie Reggel     | Svizzera      | 5,56 m        | 0             |
| 3                             | B                             | Nektaria Panagi    | Cipro         | 5,98 m        | 3             |
| Fase finale                   |                               |                    |               |               |               |
|                               |                               | Nome               | Nazionalità   | Misura        | Misura        |
| Testa a testa per il 5º posto | Testa a testa per il 5º posto | Valerie Reggel     | Svizzera      | 5,36 m        | 5,36 m        |
| Testa a testa per il 5º posto | Testa a testa per il 5º posto | Melanie Bauschke   | Germania      | 5,43 m        | 5,43 m        |
| Testa a testa per il 3º posto | Testa a testa per il 3º posto | Efthymia Kolokytha | Grecia        | 6,14 m        | 6,14 m        |
| Testa a testa per il 3º posto | Testa a testa per il 3º posto | Anasztázia Nguyen  | Ungheria      | 6,17 m        | 6,17 m        |
| Testa a testa per il 1º posto | Testa a testa per il 1º posto | Jana Veldakova     | Slovacchia    | 6,08 m        | 6,08 m        |
| Testa a testa per il 1º posto | Testa a testa per il 1º posto | Nektaria Panagi    | Cipro         | x             | x             |

| Classifica finale | Classifica finale  | Classifica finale | Classifica finale   | Classifica finale | Classifica finale                        |
| Pos.              | Nome               | Nazionalità       | Miglior prestazione | Punti             | Note                                     |
| ----------------- | ------------------ | ----------------- | ------------------- | ----------------- | ---------------------------------------- |
| 1                 | Jana Veldakova     | Slovacchia        | 6,08 m              | 12                |                                          |
| 2                 | Nektaria Panagi    | Cipro             | 6,04 m              | 10                |                                          |
| 3                 | Anasztazia Hguyen  | Ungheria          | 6,17 m              | 8                 |                                          |
| 4                 | Efthymia Kolokytha | Grecia            | 6,14 m              | 6                 |                                          |
| 5                 | Melanie Bauschke   | Germania          | 5,78 m              | 4                 | Miglior prestazione personale stagionale |
| 6                 | Valerie Reggel     | Svizzera          | 5,56 m              | 2                 | Miglior prestazione personale stagionale |

#### Match 2
Il secondo match si è svolto a partire dalle ore 14:28.
| Fase a gironi                 | Fase a gironi                 | Fase a gironi    | Fase a gironi | Fase a gironi | Fase a gironi |
| Turno                         | Gruppo                        | Nome             | Nazionalità   | Misura        | Punti         |
| ----------------------------- | ----------------------------- | ---------------- | ------------- | ------------- | ------------- |
| 1                             | A                             | Florentina Iușco | Romania       | 6,19 m        | 3             |
| 1                             | A                             | Neja Filipic     | Slovenia      | 5,96 m        | 0             |
| 1                             | B                             | Elena Sokolova   | Russia        | 6,38 m        | 3             |
| 1                             | B                             | Laura Strati     | Italia        | 6,23 m        | 0             |
| 2                             | A                             | Neja Filipic     | Slovenia      | 5,90 m        | 3             |
| 2                             | A                             | Kreete Verlin    | Estonia       | 5,76 m        | 0             |
| 2                             | B                             | Laura Strati     | Italia        | x             | 0             |
| 2                             | B                             | Pauline Lett     | Francia       | 5,86 m        | 3             |
| 3                             | A                             | Kreete Verlin    | Estonia       | x             | 0             |
| 3                             | A                             | Florentina Iușco | Romania       | 6,00 m        | 3             |
| 3                             | B                             | Pauline Lett     | Francia       | 5,73 m        | 0             |
| 3                             | B                             | Elena Sokolova   | Russia        | 6,76 m        | 3             |
| Fase finale                   |                               |                  |               |               |               |
|                               |                               | Nome             | Nazionalità   | Misura        | Misura        |
| Testa a testa per il 5º posto | Testa a testa per il 5º posto | Kreete Verlin    | Estonia       | 5,66 m        | 5,66 m        |
| Testa a testa per il 5º posto | Testa a testa per il 5º posto | Laura Strati     | Italia        | 6,07 m        | 6,07 m        |
| Testa a testa per il 3º posto | Testa a testa per il 3º posto | Pauline Lett     | Francia       | 5,88 m        | 5,88 m        |
| Testa a testa per il 3º posto | Testa a testa per il 3º posto | Neja Filipic     | Slovenia      | 5,99 m        | 5,99 m        |
| Testa a testa per il 1º posto | Testa a testa per il 1º posto | Florentina Iușco | Romania       | 6,44 m        | 6,44 m        |
| Testa a testa per il 1º posto | Testa a testa per il 1º posto | Elena Sokolova   | Russia        | 6,50 m        | 6,50 m        |

| Classifica finale | Classifica finale | Classifica finale | Classifica finale   | Classifica finale | Classifica finale                        |
| Pos.              | Nome              | Nazionalità       | Miglior prestazione | Punti             | Note                                     |
| ----------------- | ----------------- | ----------------- | ------------------- | ----------------- | ---------------------------------------- |
| 1                 | Elena Sokolova    | Russia            | 6,76 m              | 12                | Miglior prestazione personale stagionale |
| 2                 | Florentina Iușco  | Romania           | 6,44 m              | 10                |                                          |
| 3                 | Neja Filipic      | Slovenia          | 5,99 m              | 8                 |                                          |
| 4                 | Pauline Lett      | Francia           | 5,88 m              | 6                 |                                          |
| 5                 | Laura Strati      | Italia            | 6,23 m              | 4                 |                                          |
| 6                 | Kreete Verlin     | Estonia           | 5,76 m              | 2                 |                                          |

#### Match 3
Il terzo match si è svolto a partire dalle ore 17:49.
| Fase a gironi                 | Fase a gironi                 | Fase a gironi               | Fase a gironi | Fase a gironi | Fase a gironi |
| Turno                         | Gruppo                        | Nome                        | Nazionalità   | Misura        | Punti         |
| ----------------------------- | ----------------------------- | --------------------------- | ------------- | ------------- | ------------- |
| 1                             | A                             | Anastasija Mirončyk-Ivanova | Bielorussia   | 6,69 m        | 3             |
| 1                             | A                             | Magdalena Żebrowska         | Polonia       | 5,15 m        | 0             |
| 1                             | B                             | Jogailė Petrokaitė          | Lituania      | 6,05 m        | 0             |
| 1                             | B                             | Lauma Griva                 | Lettonia      | 6,06 m        | 3             |
| 2                             | A                             | Magdalena Żebrowska         | Polonia       | 5,91 m        | 3             |
| 2                             | A                             | Anna Křížková               | Rep. Ceca     | 5,83 m        | 0             |
| 2                             | B                             | Lauma Griva                 | Lettonia      | 6,12 m        | 3             |
| 2                             | B                             | Sophie Meredith             | Irlanda       | x             | 0             |
| 3                             | A                             | Anna Křížková               | Rep. Ceca     | 5,90 m        | 0             |
| 3                             | A                             | Anastasija Mirončyk-Ivanova | Bielorussia   | 6,71 m        | 3             |
| 3                             | B                             | Sophie Meredith             | Irlanda       | 5,57 m        | 0             |
| 3                             | B                             | Jogailė Petrokaitė          | Lituania      | 6,13 m        | 3             |
| Fase finale                   |                               |                             |               |               |               |
|                               |                               | Nome                        | Nazionalità   | Misura        | Misura        |
| Testa a testa per il 5º posto | Testa a testa per il 5º posto | Sophie Meredith             | Irlanda       | 5,74 m        | 5,74 m        |
| Testa a testa per il 5º posto | Testa a testa per il 5º posto | Anna Křížková               | Rep. Ceca     | 5,94 m        | 5,94 m        |
| Testa a testa per il 3º posto | Testa a testa per il 3º posto | Jogailė Petrokaitė          | Lituania      | x             | x             |
| Testa a testa per il 3º posto | Testa a testa per il 3º posto | Magdalena Żebrowska         | Polonia       | 5,77 m        | 5,77 m        |
| Testa a testa per il 1º posto | Testa a testa per il 1º posto | Lauma Griva                 | Lettonia      | 6,08 m        | 6,08 m        |
| Testa a testa per il 1º posto | Testa a testa per il 1º posto | Anastasija Mirončyk-Ivanova | Bielorussia   | 6,46 m        | 6,46 m        |

| Classifica finale | Classifica finale           | Classifica finale | Classifica finale   | Classifica finale | Classifica finale                        |
| Pos.              | Nome                        | Nazionalità       | Miglior prestazione | Punti             | Note                                     |
| ----------------- | --------------------------- | ----------------- | ------------------- | ----------------- | ---------------------------------------- |
| 1                 | Anastasija Mirončyk-Ivanova | Bielorussia       | 6,71 m              | 12                | Miglior prestazione personale stagionale |
| 2                 | Lauma Griva                 | Lettonia          | 6,12 m              | 10                |                                          |
| 3                 | Magdalena Żebrowska         | Polonia           | 6,15 m              | 8                 |                                          |
| 4                 | Jogailė Petrokaitė          | Lituania          | 6,13 m              | 6                 |                                          |
| 5                 | Anna Křížková               | Rep. Ceca         | 5,94 m              | 4                 |                                          |
| 6                 | Sophie Meredith             | Irlanda           | 5,74 m              | 2                 |                                          |

#### Match 4
Il quarto match si è svolto a partire dalle ore 20:12.
| Fase a gironi                 | Fase a gironi                 | Fase a gironi        | Fase a gironi | Fase a gironi | Fase a gironi |
| Turno                         | Gruppo                        | Nome                 | Nazionalità   | Misura        | Punti         |
| ----------------------------- | ----------------------------- | -------------------- | ------------- | ------------- | ------------- |
| 1                             | A                             | Maryna Bech-Romančuk | Ucraina       | 6,57 m        | 3             |
| 1                             | A                             | Milena Mitkova       | Bulgaria      | 5,86 m        | 0             |
| 1                             | B                             | Evelise Veiga        | Portogallo    | 6,27 m        | 3             |
| 1                             | B                             | Fátima Diame         | Spagna        | 5,68 m        | 0             |
| 2                             | A                             | Milena Mitkova       | Bulgaria      | 5,90 m        | 3             |
| 2                             | A                             | Tuğba Danışmaz       | Turchia       | 5,54 m        | 0             |
| 2                             | B                             | Fátima Diame         | Spagna        | 5,61 m        | 3             |
| 2                             | B                             | Janne Nielsen        | Danimarca     | x             | 0             |
| 3                             | A                             | Tuğba Danışmaz       | Turchia       | 5,77 m        | 3             |
| 3                             | A                             | Maryna Bech-Romančuk | Ucraina       | x             | 0             |
| 3                             | B                             | Janne Nielsen        | Danimarca     | 5,68 m        | 0             |
| 3                             | B                             | Evelise Veiga        | Portogallo    | 6,40 m        | 3             |
| Fase finale                   |                               |                      |               |               |               |
|                               |                               | Nome                 | Nazionalità   | Misura        | Misura        |
| Testa a testa per il 5º posto | Testa a testa per il 5º posto | Janne Nielsen        | Danimarca     | 5,34 m        | 5,34 m        |
| Testa a testa per il 5º posto | Testa a testa per il 5º posto | Tuğba Danışmaz       | Turchia       | 5,73 m        | 5,73 m        |
| Testa a testa per il 3º posto | Testa a testa per il 3º posto | Fátima Diame         | Spagna        | 5,86 m        | 5,86 m        |
| Testa a testa per il 3º posto | Testa a testa per il 3º posto | Milena Mitkova       | Bulgaria      | 5,89 m        | 5,89 m        |
| Testa a testa per il 1º posto | Testa a testa per il 1º posto | Evelise Veiga        | Portogallo    | 6,38 m        | 6,38 m        |
| Testa a testa per il 1º posto | Testa a testa per il 1º posto | Maryna Bech-Romančuk | Ucraina       | 6,58 m        | 6,58 m        |

| Classifica finale | Classifica finale     | Classifica finale | Classifica finale   | Classifica finale | Classifica finale                        |
| Pos.              | Nome                  | Nazionalità       | Miglior prestazione | Punti             | Note                                     |
| ----------------- | --------------------- | ----------------- | ------------------- | ----------------- | ---------------------------------------- |
| 1                 | Maryna Bech-Romančukk | Ucraina           | 6,58 m              | 12                |                                          |
| 2                 | Evelise Veiga         | Portogallo        | 6,40 m              | 10                |                                          |
| 3                 | Milena Mitkova        | Bulgaria          | 5,90 m              | 8                 |                                          |
| 4                 | Fátima Diame          | Spagna            | 5,86 m              | 6                 |                                          |
| 5                 | Tuğba Danışmaz        | Turchia           | 5,77 m              | 4                 |                                          |
| 6                 | Janne Nielsen         | Danimarca         | 5,68 m              | 2                 | Miglior prestazione personale stagionale |

### Quarti di finale
Partecipano ai quarti di finale le 18 squadre che non hanno ottenuto la qualificazione diretta per le semifinali durante le fasi di qualificazione.

Le tre serie dei quarti di finale si sono svolte martedì 25 giugno.

#### Match 1
Il primo match si è svolto a partire dalle ore 14:27.
| Fase a gironi                 | Fase a gironi                 | Fase a gironi          | Fase a gironi | Fase a gironi | Fase a gironi |
| Turno                         | Gruppo                        | Nome                   | Nazionalità   | Misura        | Punti         |
| ----------------------------- | ----------------------------- | ---------------------- | ------------- | ------------- | ------------- |
| 1                             | A                             | Giulia Latini          | Italia        | 5,13 m        | 3             |
| 1                             | A                             | Jana Veldakova         | Slovacchia    | x             | 0             |
| 1                             | B                             | Efthymia Kolokytha     | Grecia        | 6,08 m        | 0             |
| 1                             | B                             | Lauma Griva            | Lettonia      | 6,12 m        | 3             |
| 2                             | A                             | Jana Veldakova         | Slovacchia    | 5,68 m        | 0             |
| 2                             | A                             | Angelika Faka          | Polonia       | 5,78 m        | 3             |
| 2                             | B                             | Lauma Griva            | Lettonia      | x             | 0             |
| 2                             | B                             | Celine Schwarzentruber | Svizzera      | 5,69 m        | 3             |
| 3                             | A                             | Angelika Faka          | Polonia       | 5,60 m        | 3             |
| 3                             | A                             | Giulia Latini          | Italia        | 5,05 m        | 0             |
| 3                             | B                             | Celine Schwarzentruber | Svizzera      | x             | 0             |
| 3                             | B                             | Efthymia Kolokytha     | Grecia        | 5,85 m        | 3             |
| Fase finale                   |                               |                        |               |               |               |
|                               |                               | Nome                   | Nazionalità   | Misura        | Misura        |
| Testa a testa per il 5º posto | Testa a testa per il 5º posto | Jana Veldakova         | Slovacchia    | 5,68 m        | 5,68 m        |
| Testa a testa per il 5º posto | Testa a testa per il 5º posto | Celine Schwarzentruber | Svizzera      | 5,77 m        | 5,77 m        |
| Testa a testa per il 3º posto | Testa a testa per il 3º posto | Giulia Latini          | Italia        | 4,97 m        | 4,97 m        |
| Testa a testa per il 3º posto | Testa a testa per il 3º posto | Efthymia Kolokytha     | Grecia        | 6,06 m        | 6,06 m        |
| Testa a testa per il 1º posto | Testa a testa per il 1º posto | Angelika Faka          | Polonia       | x             | x             |
| Testa a testa per il 1º posto | Testa a testa per il 1º posto | Lauma Griva            | Lettonia      | 5,82 m        | 5,82 m        |

| Classifica finale | Classifica finale      | Classifica finale | Classifica finale   | Classifica finale | Classifica finale             |
| Pos.              | Nome                   | Nazionalità       | Miglior prestazione | Punti             | Note                          |
| ----------------- | ---------------------- | ----------------- | ------------------- | ----------------- | ----------------------------- |
| 1                 | Lauma Griva            | Lettonia          | 6,12 m              | 12                |                               |
| 2                 | Angelika Faka          | Polonia           | 5,78 m              | 10                |                               |
| 3                 | Efthymia Kolokytha     | Grecia            | 6,08 m              | 8                 |                               |
| 4                 | Giulia Latini          | Italia            | 5,13 m              | 6                 | Miglior prestazione personale |
| 5                 | Celine Schwarzentruber | Svizzera          | 5,77 m              | 4                 |                               |
| 6                 | Jana Veldakova         | Slovacchia        | 5,68 m              | 2                 |                               |

#### Match 2
Il secondo match si è svolto a partire dalle ore 17:52.
| Fase a gironi                 | Fase a gironi                 | Fase a gironi   | Fase a gironi | Fase a gironi | Fase a gironi |
| Turno                         | Gruppo                        | Nome            | Nazionalità   | Misura        | Punti         |
| ----------------------------- | ----------------------------- | --------------- | ------------- | ------------- | ------------- |
| 1                             | A                             | Evelise Veiga   | Portogallo    | 6,23 m        | 3             |
| 1                             | A                             | Milena Mitkova  | Bulgaria      | 6,02 m        | 0             |
| 1                             | B                             | Petra Farkas    | Ungheria      | 6,07 m        | 3             |
| 1                             | B                             | Nektaria Panagi | Cipro         | 6,02 m        | 0             |
| 2                             | A                             | Milena Mitkova  | Bulgaria      | 5,65 m        | 3             |
| 2                             | A                             | Sophie Meredith | Irlanda       | 5,61 m        | 0             |
| 2                             | B                             | Nektaria Panagi | Cipro         | x             | 0             |
| 2                             | B                             | Janne Nielsen   | Danimarca     | 5,85 m        | 3             |
| 3                             | A                             | Sophie Meredith | Irlanda       | x             | 0             |
| 3                             | A                             | Evelise Veiga   | Portogallo    | 6,30 m        | 3             |
| 3                             | B                             | Janne Nielsen   | Danimarca     | 6,11 m        | 0             |
| 3                             | B                             | Petra Farkas    | Ungheria      | 6,16 m        | 3             |
| Fase finale                   |                               |                 |               |               |               |
|                               |                               | Nome            | Nazionalità   | Misura        | Misura        |
| Testa a testa per il 5º posto | Testa a testa per il 5º posto | Sophie Meredith | Irlanda       | 5,45 m        | 5,45 m        |
| Testa a testa per il 5º posto | Testa a testa per il 5º posto | Nektaria Panagi | Cipro         | 6,19 m        | 6,19 m        |
| Testa a testa per il 3º posto | Testa a testa per il 3º posto | Milena Mitkova  | Bulgaria      | 5,93 m        | 5,93 m        |
| Testa a testa per il 3º posto | Testa a testa per il 3º posto | Janne Nielsen   | Danimarca     | 6,24 m        | 6,24 m        |
| Testa a testa per il 1º posto | Testa a testa per il 1º posto | Petra Farkas    | Ungheria      | 6,17 m        | 6,17 m        |
| Testa a testa per il 1º posto | Testa a testa per il 1º posto | Evelise Veiga   | Portogallo    | 6,58 m        | 6,58 m        |

| Classifica finale | Classifica finale | Classifica finale | Classifica finale   | Classifica finale | Classifica finale             |
| Pos.              | Nome              | Nazionalità       | Miglior prestazione | Punti             | Note                          |
| ----------------- | ----------------- | ----------------- | ------------------- | ----------------- | ----------------------------- |
| 1                 | Evelise Veiga     | Portogallo        | 6,58 m              | 12                | =                             |
| 2                 | Petra Farkas      | Ungheria          | 6,17 m              | 10                |                               |
| 3                 | Janne Nielsen     | Danimarca         | 6,24 m              | 8                 | Miglior prestazione personale |
| 4                 | Milena Mitkova    | Bulgaria          | 6,02 m              | 6                 |                               |
| 5                 | Nektaria Panagi   | Cipro             | 6,19 m              | 4                 |                               |
| 6                 | Sophie Meredith   | Irlanda           | 5,61 m              | 2                 |                               |

#### Match 3
Il terzo match si è svolto a partire dalle ore 20:07.
| Fase a gironi                 | Fase a gironi                 | Fase a gironi      | Fase a gironi | Fase a gironi | Fase a gironi |
| Turno                         | Gruppo                        | Nome               | Nazionalità   | Misura        | Punti         |
| ----------------------------- | ----------------------------- | ------------------ | ------------- | ------------- | ------------- |
| 1                             | A                             | Florentina Iușco   | Romania       | 6,43 m        | 3             |
| 1                             | A                             | Neja Filipic       | Slovenia      | 5,99 m        | 0             |
| 1                             | B                             | Fátima Diame       | Spagna        | 6,08 m        | 0             |
| 1                             | B                             | Jogailė Petrokaitė | Lituania      | 6,10 m        | 3             |
| 2                             | A                             | Neja Filipic       | Slovenia      | x             | 0             |
| 2                             | A                             | Tuğba Danışmaz     | Turchia       | 5,71 m        | 3             |
| 2                             | B                             | Jogailė Petrokaitė | Lituania      | 5,91 m        | 3             |
| 2                             | B                             | Merilyn Uudmäe     | Estonia       | 5,75 m        | 0             |
| 3                             | A                             | Tuğba Danışmaz     | Turchia       | 6,12 m        | 0             |
| 3                             | A                             | Florentina Iușco   | Romania       | 6,28 m        | 3             |
| 3                             | B                             | Merilyn Uudmäe     | Estonia       | x             | 0             |
| 3                             | B                             | Fátima Diame       | Spagna        | 6,22 m        | 3             |
| Fase finale                   |                               |                    |               |               |               |
|                               |                               | Nome               | Nazionalità   | Misura        | Misura        |
| Testa a testa per il 5º posto | Testa a testa per il 5º posto | Merilyn Uudmäe     | Estonia       | 5,72 m        | 5,72 m        |
| Testa a testa per il 5º posto | Testa a testa per il 5º posto | Neja Filipic       | Slovenia      | 5,94 m        | 5,94 m        |
| Testa a testa per il 3º posto | Testa a testa per il 3º posto | Tuğba Danışmaz     | Turchia       | 5,76 m        | 5,76 m        |
| Testa a testa per il 3º posto | Testa a testa per il 3º posto | Fátima Diame       | Spagna        | 6,13 m        | 6,13 m        |
| Testa a testa per il 1º posto | Testa a testa per il 1º posto | Jogailė Petrokaitė | Lituania      | 3,98 m        | 3,98 m        |
| Testa a testa per il 1º posto | Testa a testa per il 1º posto | Florentina Iușco   | Romania       | 5,99 m        | 5,99 m        |

| Classifica finale | Classifica finale  | Classifica finale | Classifica finale   | Classifica finale | Classifica finale |
| Pos.              | Nome               | Nazionalità       | Miglior prestazione | Punti             | Note              |
| ----------------- | ------------------ | ----------------- | ------------------- | ----------------- | ----------------- |
| 1                 | Florentina Iușco   | Romania           | 6,43 m              | 12                |                   |
| 2                 | Jogailė Petrokaitė | Lituania          | 6,10 m              | 10                |                   |
| 3                 | Fátima Diame       | Spagna            | 6,22 m              | 8                 |                   |
| 4                 | Tuğba Danışmaz     | Turchia           | 6,12 m              | 6                 |                   |
| 5                 | Neja Filipic       | Slovenia          | 5,99 m              | 4                 |                   |
| 6                 | Merilyn Uudmäe     | Estonia           | 5,75 m              | 2                 |                   |

### Semifinali
Partecipano alle due semifinali le sei squadre che si sono qualificate per via diretta durante i turni di qualificazione e le sei squadre che si sono qualificate per ripescaggio durante i quarti di finale.

Le due serie di semifinale si sono corse mercoledì 26 giugno.

#### Match 1
Il primo match si è svolto a partire dalle ore 17:47.
| Fase a gironi                 | Fase a gironi                 | Fase a gironi        | Fase a gironi | Fase a gironi | Fase a gironi |
| Turno                         | Gruppo                        | Nome                 | Nazionalità   | Misura        | Punti         |
| ----------------------------- | ----------------------------- | -------------------- | ------------- | ------------- | ------------- |
| 1                             | A                             | Maryna Bech-Romančuk | Ucraina       | 6,34 m        | 3             |
| 1                             | A                             | Efthymia Kolokytha   | Grecia        | 6,13 m        | 0             |
| 1                             | B                             | Evelise Veiga        | Portogallo    | 6,26 m        | 3             |
| 1                             | B                             | Rougui Sow           | Francia       | 6,02 m        | 0             |
| 2                             | A                             | Efthymia Kolokytha   | Grecia        | 5,98 m        | 3             |
| 2                             | A                             | Tuğba Danışmaz       | Turchia       | x             | 0             |
| 2                             | B                             | Rougui Sow           | Francia       | 6,05 m        | 3             |
| 2                             | B                             | Melanie Bauschke     | Germania      | 5,90 m        | 0             |
| 3                             | A                             | Tuğba Danışmaz       | Turchia       | 5,66 m        | 0             |
| 3                             | A                             | Maryna Bech-Romančuk | Ucraina       | 6,64 m        | 3             |
| 3                             | B                             | Melanie Bauschke     | Germania      | 5,72 m        | 0             |
| 3                             | B                             | Evelise Veiga        | Portogallo    | 6,22 m        | 3             |
| Fase finale                   |                               |                      |               |               |               |
|                               |                               | Nome                 | Nazionalità   | Misura        | Misura        |
| Testa a testa per il 5º posto | Testa a testa per il 5º posto | Tuğba Danışmaz       | Turchia       | 5,58 m        | 5,58 m        |
| Testa a testa per il 5º posto | Testa a testa per il 5º posto | Melanie Bauschke     | Germania      | 5,87 m        | 5,87 m        |
| Testa a testa per il 3º posto | Testa a testa per il 3º posto | Rougui Sow           | Francia       | 6,07 m        | 6,07 m        |
| Testa a testa per il 3º posto | Testa a testa per il 3º posto | Efthymia Kolokytha   | Grecia        | 5,81 m        | 5,81 m        |
| Testa a testa per il 1º posto | Testa a testa per il 1º posto | Evelise Veiga        | Portogallo    | 6,38 m        | 6,38 m        |
| Testa a testa per il 1º posto | Testa a testa per il 1º posto | Maryna Bech-Romančuk | Ucraina       | x             | x             |

| Classifica finale | Classifica finale    | Classifica finale | Classifica finale   | Classifica finale | Classifica finale                        |
| Pos.              | Nome                 | Nazionalità       | Miglior prestazione | Punti             | Note                                     |
| ----------------- | -------------------- | ----------------- | ------------------- | ----------------- | ---------------------------------------- |
| 1                 | Evelise Veiga        | Portogallo        | 6,38 m              | 12                |                                          |
| 2                 | Maryna Bech-Romančuk | Ucraina           | 6,64 m              | 10                |                                          |
| 3                 | Rougui Sow           | Francia           | 6,07 m              | 8                 |                                          |
| 4                 | Efthymia Kolokytha   | Grecia            | 6,13 m              | 6                 |                                          |
| 5                 | Melanie Bauschke     | Germania          | 5,90 m              | 4                 | Miglior prestazione personale stagionale |
| 6                 | Tuğba Danışmaz       | Turchia           | 5,66 m              | 2                 |                                          |

#### Match 2
Il secondo match si è svolto a partire dalle ore 20:10.
| Fase a gironi                 | Fase a gironi                 | Fase a gironi               | Fase a gironi | Fase a gironi | Fase a gironi |
| Turno                         | Gruppo                        | Nome                        | Nazionalità   | Misura        | Punti         |
| ----------------------------- | ----------------------------- | --------------------------- | ------------- | ------------- | ------------- |
| 1                             | A                             | Anastasija Mirončyk-Ivanova | Bielorussia   | 6,57 m        | 3             |
| 1                             | A                             | Petra Farkas                | Ungheria      | 5,99 m        | 0             |
| 1                             | B                             | Laura Strati                | Italia        | 4,93 m        | 0             |
| 1                             | B                             | Fátima Diame                | Spagna        | 6,32 m        | 3             |
| 2                             | A                             | Petra Farkas                | Ungheria      | 6,24 m        | 3             |
| 2                             | A                             | Anna Křížková               | Rep. Ceca     | 5,96 m        | 0             |
| 2                             | B                             | Fátima Diame                | Spagna        | 6,31 m        | 3             |
| 2                             | B                             | Marija Pavlova              | Russia        | 5,85 m        | 0             |
| 3                             | A                             | Anna Křížková               | Rep. Ceca     | 5,92 m        | 0             |
| 3                             | A                             | Anastasija Mirončyk-Ivanova | Bielorussia   | 6,72 m        | 3             |
| 3                             | B                             | Marija Pavlova              | Russia        | 5,72 m        | 3             |
| 3                             | B                             | Laura Strati                | Italia        | 4,93 m        | 0             |
| Fase finale                   |                               |                             |               |               |               |
|                               |                               | Nome                        | Nazionalità   | Misura        | Misura        |
| Testa a testa per il 5º posto | Testa a testa per il 5º posto | Laura Strati                | Italia        | 4,88 m        | 4,88 m        |
| Testa a testa per il 5º posto | Testa a testa per il 5º posto | Anna Krizkova               | Rep. Ceca     | 5,66 m        | 5,66 m        |
| Testa a testa per il 3º posto | Testa a testa per il 3º posto | Marija Pavlova              | Russia        | 6,03 m        | 6,03 m        |
| Testa a testa per il 3º posto | Testa a testa per il 3º posto | Petra Farkas                | Ungheria      | 6,03 m        | 6,03 m        |
| Testa a testa per il 1º posto | Testa a testa per il 1º posto | Fátima Diame                | Spagna        | 6,58 m        | 6,58 m        |
| Testa a testa per il 1º posto | Testa a testa per il 1º posto | Anastasija Mirončyk-Ivanova | Bielorussia   | 6,76 m        | 6,76 m        |

| Classifica finale | Classifica finale           | Classifica finale | Classifica finale   | Classifica finale | Classifica finale                        |
| Pos.              | Nome                        | Nazionalità       | Miglior prestazione | Punti             | Note                                     |
| ----------------- | --------------------------- | ----------------- | ------------------- | ----------------- | ---------------------------------------- |
| 1                 | Anastasija Mirončyk-Ivanova | Bielorussia       | 6,76 m              | 12                |                                          |
| 2                 | Fátima Diame                | Spagna            | 6,58 m              | 10                | Miglior prestazione personale stagionale |
| 3                 | Petra Farkas                | Ungheria          | 6,24 m              | 8                 |                                          |
| 4                 | Marija Pavlova              | Russia            | 6,07 m              | 6                 |                                          |
| 5                 | Anna Křížková               | Rep. Ceca         | 5,96 m              | 4                 |                                          |
| 6                 | Laura Strati                | Italia            | 4,93 m              | 2                 |                                          |

### Finale
La finale si è svolta a partire dalle ore 18:08 di venerdì 28 giugno.
| Fase a gironi                 | Fase a gironi                 | Fase a gironi               | Fase a gironi | Fase a gironi | Fase a gironi |
| Turno                         | Gruppo                        | Nome                        | Nazionalità   | Misura        | Punti         |
| ----------------------------- | ----------------------------- | --------------------------- | ------------- | ------------- | ------------- |
| 1                             | A                             | Anastasija Mirončyk-Ivanova | Bielorussia   | 6,36 m        | 3             |
| 1                             | A                             | Anna Křížková               | Rep. Ceca     | 5,71 m        | 0             |
| 1                             | B                             | Maryna Bech-Romančuk        | Ucraina       | 6,52 m        | 3             |
| 1                             | B                             | Rougui Sow                  | Francia       | 6,39 m        | 0             |
| 2                             | A                             | Anna Křížková               | Rep. Ceca     | 5,86 m        | 0             |
| 2                             | A                             | Melanie Bauschke            | Germania      | 5,89 m        | 3             |
| 2                             | B                             | Rougu Sow                   | Francia       | 6,40 m        | 3             |
| 2                             | B                             | Giulia Latini               | Italia        | 5,23 m        | 0             |
| 3                             | A                             | Melanie Bauschke            | Rep. Ceca     | 5,47 m        | 0             |
| 3                             | A                             | Anastasija Mirončyk-Ivanova | Bielorussia   | 6,28 m        | 3             |
| 3                             | B                             | Giulia Latini               | Italia        | x             | 0             |
| 3                             | B                             | Maryna Bech-Romančuk        | Ucraina       | 6,46 m        | 3             |
| Fase finale                   |                               |                             |               |               |               |
|                               |                               | Nome                        | Nazionalità   | Misura        | Misura        |
| Testa a testa per il 5º posto | Testa a testa per il 5º posto | Giulia Latini               | Italia        | 5,61 m        | 5,61 m        |
| Testa a testa per il 5º posto | Testa a testa per il 5º posto | Anna Křížková               | Rep. Ceca     | 5,71 m        | 5,71 m        |
| Testa a testa per il 3º posto | Testa a testa per il 3º posto | Melanie Bauschke            | Germania      | 5,65 m        | 5,65 m        |
| Testa a testa per il 3º posto | Testa a testa per il 3º posto | Rougui Sow                  | Francia       | 6,00 m        | 6,00 m        |
| Testa a testa per il 1º posto | Testa a testa per il 1º posto | Anastasija Mirončyk-Ivanova | Bielorussia   | 6,59 m        | 6,59 m        |
| Testa a testa per il 1º posto | Testa a testa per il 1º posto | Maryna Bech-Romančuk        | Ucraina       | 6,79 m        | 6,79 m        |

| Classifica finale | Classifica finale           | Classifica finale | Classifica finale   | Classifica finale | Classifica finale             |
| Pos.              | Nome                        | Nazionalità       | Miglior prestazione | Punti             | Note                          |
| ----------------- | --------------------------- | ----------------- | ------------------- | ----------------- | ----------------------------- |
| 1                 | Maryna Bech-Romančuk        | Ucraina           | 6,79 m              | 12                |                               |
| 2                 | Anastasija Mirončyk-Ivanova | Bielorussia       | 6,59 m              | 10                |                               |
| 3                 | Rougui Sow                  | Francia           | 6,93 m              | 8                 |                               |
| 4                 | Melanie Bauschke            | Germania          | 5,89 m              | 6                 |                               |
| 5                 | Anna Křížková               | Rep. Ceca         | 5,86 m              | 4                 |                               |
| 6                 | Giulia Latini               | Italia            | 5,61 m              | 2                 | Miglior prestazione personale |